# Casbia impressaria
Casbia impressaria är en fjärilsart som beskrevs av Walker 1861. Casbia impressaria ingår i släktet Casbia och familjen mätare. Inga underarter finns listade i Catalogue of Life.